# Windows NT 3.51
A Microsoft Windows NT Workstation 3.51 a harmadik kiadása a Microsoft Corporation által létrehozott Windows NT termékcsaládnak. A terméket a Microsoft elsősorban a vállalati szegmensnek szánta, a két verziót Windows NT Workstation (asztali) és a Windows NT Server 3.51 (kiszolgáló) 1995 május 30-án mutatta be a nagyközönségnek.
A harmadik Windows NT kiadással a Microsoft kiterjesztette a futtató környezetet a PowerPC architektúrára, és ezzel minden idők leguniverzálisabb windows verziójává is vált. A Microsoft "the PowerPC release" azaz a PowerPC kiadásnak is nevezte. A Microsoft az SP5 (Service Pack 5) csomagban kiadta a hírhedt Y2K problémának a javítását. A legutolsó javító csomag után telepíthetővé vált az Internet Explorer 5.0, a Media Player 5.2, és a Microsoft Office 97.

## Leírás
A Windows NT 3.51 a következőkben változott az előd Windows NT 3.5 verzióhoz képest.
- PCMCIA csatoló támogatás
- Intel Pentium processzor támogatás
- Kibővített Account lockout. Az új verzióban már nem csak az állítható hogy a felhasználó hány hibás bejelentkezési kísérlet után kerüljön kizárásra, valamint a hibás bejelentkezés számláló nullázható, hanem azt is meg lehet adni a kizárás mennyi ideig tartson.
- Kibővített hardver támogatottság, az ATAPI (AT Attachment Packet Interfacemost) bevezetésével. Így már az IDE (ATA) felületen keresztül, a merevlemeztől eltérő eszközök is használhatóak.
- Jelentősen átdolgozták a kezelőfelület megjelenését. (Az ablakok menüje és ikonsora már a Windows 95 fejlesztésből került át)
- Teljes a felügyelet nélküli telepítés.
- Bevezetésre került az online dokumentáció.
- Megváltozott boot manager. Eddig csak a Windows / DOS rendszer közül lehetett választani, ezután már több telepített (Microsoft) operációs rendszer közül.

## Futtató környezet
A munkaállomás (kliens) támogatja az Intel x86 és RISC, Alpha és PowerPC architektúrát egyaránt. A rendszer felépítése mikro-kernel alapú ami támogatja a maximum 2 processzort, és maximum 64 MB fizikai és 2 GB virtuális memóriát. Futtathatóvá teszi a 16 bites és 32 bites alkalmazásokat.
| Minimális rendszer követelmény     | Minimális rendszer követelmény | Minimális rendszer követelmény | Minimális rendszer követelmény | Ajánlott rendszer követelmény       |
|                                    | Intel x86                      | RISC                           | Alpha                          | Intel x86                           |
| ---------------------------------- | ------------------------------ | ------------------------------ | ------------------------------ | ----------------------------------- |
| Processzor                         | Intel 386 DX 25 MHz            | R4000                          | Alpha AXP                      | Intel 486 DX 66 MHz / Intel Pentium |
| Memória                            | 12 MB                          | 16 MB                          | 16 MB                          | 24 MB                               |
| Videókártya                        | VGA                            | VGA                            | VGA                            | SVGA                                |
| Szabad lemezterület a merevlemezen | 90 MB                          | 120 MB                         | 120 MB                         | 256 MB (NTFS esetén)                |
| CD-ROM                             | IDE, EIDE, SCSI                | SCSI                           | SCSI                           | IDE, EIDE, SCSI                     |

PowerPC architektúra esetében, IBM RS/6000.

## Javítócsomagok
| Javítócsomag         | Kiadás dátuma    |
| -------------------- | ---------------- |
| Alap NT 3.51 kiadás  | 1995. május      |
| Service Pack 1 (SP1) | 1995. Július     |
| Service Pack 2 (SP2) | 1995. október    |
| Service Pack 3 (SP3) | 1995. december   |
| Service Pack 4 (SP4) | 1996. július     |
| Service Pack 5 (SP5) | 1996. szeptember |